# سالی‌کنده
سالیکنده، روستایی است از توابع بخش مرکزی شهرستان کردکوی در استان گلستان ایران.
بخش مرکزی از دهستان چهارکوه که به امامزاده اش معروف است ؛ در شرق آن محله ولاغوز و در غرب آن روستای سرکلاته خرابشهر است. 
شغل اکثر مردم این روستا کشاورزی و دامپروری است. این روستا دارای ۲مسجد؛حسینیه اعظم؛فاطمیه است.
دهیار این روستا جناب آقای احمدپارسایی است
؛ 
؛کثر مردم این روستا کشاورزی و دامپروری است
۲مسجد و ۱ حسینیه و ۱ فاطمیه و زینبیه است
مراسمات محرم این روستا زبان زد در سطح استان است
برنامه های متنوعی این روستا با مشارکت هم انجام میشود
پیج اینستاگرام حسینیه اعظم سالیکنده
https://www.instagram.com/hosseinieh_azam_salikandeh

## جمعیت
این روستا در دهستان چهارکوه قرار دارد و براساس سرشماری مرکز آمار ایران در سال ۱۳۸۵، جمعیت آن ۱۶۵۰ نفر (۴۰۵خانوار) بوده‌است.